# Curculionellus semipolitus
Curculionellus semipolitus  (лат.) — вид хищных коротконадкрылых жуков рода Curculionellus из подсемейства ощупники (Pselaphinae).

## Распространение
Австралия (Квинсленд).

## Описание
Мелкие коротконадкрылые жуки—ощупники (Pselaphinae).
Голова и переднеспинка покрыты микросетчатой скульптурой. Фронтальный рострум головы длинный и выступающий. 4-й членик нижнечелюстных щупиков широкий по всей своей длине; 3-й членик маленький и треугольный; 2-й членик стебельчатый в основании.
Вид был впервые описан в 1886 году немецким энтомологом Людвигом Вильгельмом Шауфуссом (Ludwig Wilhelm Schaufuss; 1833-1890) под первоначальным названием Pselaphus punctatus King, 1865. Валидный статус был подтверждён в 2001 году в ходе родовой ревизии американским энтомологом профессором Дональдом С. Чандлером (Chandler Donald S.; University of New Hampshire, Durham, Нью-Гэмпшир, США).
Таксон Curculionellus semipolitus включён в отдельный род Bellenden вместе с видами Curculionellus riparius Raffray, 1900 
и Curculionellus punctatus (King, 1865) и отнесён к трибе Pselaphini из подсемейства Pselaphinae.